# Upsilon Virginis
Upsilon Virginis (102 Virginis) é uma estrela na direção da constelação de Virgo. Possui uma ascensão reta de 14h 19m 32.55s e uma declinação de −02° 15′ 55.2″. Sua magnitude aparente é igual a 5.14. Considerando sua distância de 274 anos-luz em relação à Terra, sua magnitude absoluta é igual a 0.52. Pertence à classe espectral G9III.